# Rosy und der Herr aus Bonn
Rosy und der Herr aus Bonn (späterer Verleihtitel: Bleib sauber, Liebling!) ist ein deutscher Spielfilm aus dem Jahre 1971 von Rolf Thiele. In den Hauptrollen spielen Heidi Hansen und Horst Tappert.

## Handlung
Rosy Baumgartner stammt aus allerbestem Hause und hat‘s doch faustdick hinter den noch jungen Ohren. Ihr Vater ist der arrivierte Oberlandgerichtsrat Gottwald Baumgartner, ihre Mutter ganz Dame von Welt. Und dennoch besitzt die hübsche, junge Blondine die Abgeklärtheit eines skrupellosen Großganoven, denn die 17-Jährige zockt mit einem freundlichen Teenagerlächeln und der Hilfe ihrer besten Freundin Inge die Männerwelt auf die abgebrühteste Weise ab, die man sich vorstellen kann. Wenn schon die zumeist deutlich älteren Herren ein Schäferstündchen mit ihr verbringen wollen, dann sollen sie auch schön dafür zahlen.
Rosy überreicht den willigen Freiern in spe gegen ein Entgelt von 100 DM einen Zimmerschlüssel und die dazugehörige Adresse für den erhofften Quickie. Die zahlungswilligen Herren, die sich heißen Sex mit einem adretten Schulmädchen in einer hübschen kleinen Dachkammer versprechen, ahnen nicht, dass Rosy nicht im Traum daran denkt, zu dem verabredeten Zeitpunkt am verabredeten Platz zu erscheinen. Dies kommt eines Tages dem titelgebenden Herrn aus Bonn, einem ordnungsliebenden und beflissenen Unterstaatssekretär namens Stubenrauch zu Ohren. Ist dieser vorgeblich „brave“ Ehemann jedoch wirklich völlig abgeneigt, ein kleines Abenteuer einzugehen und Rosys Charme zu unterliegen? Am Ende nehmen die Dinge an Fahrt auf, und das Gros der Beteiligten findet sich in Polizeigewahrsam wieder.

## Produktionsnotizen
Der Film entstand im April 1971 und wurde am 4. August 1971 in Hannover uraufgeführt. Fernsehpremiere war am 19. November 1989 auf RTL.
Maleen Pacha übernahm die Ausstattung, Herbert Kerz die Produktionsleitung.

## Kritik
Das Lexikon des internationalen Films fand: „Geringe Spuren von Gesellschaftskritik versanden rasch in plattem Stammtischhumor.“